# Šrajneri
Šrajneri (engl. Shriners International), ranije Drevni arapski red plemića mističnog svetišta (Ancient Arabic Order of the Nobles of the Mystic Shrine) su američko slobodnozidarsko društvo. Osnovano je 1872. godine u New Yorku. Sjedište mu je u Tampi na Floridi i ima više od 200 ogranaka u devet zemalja koji povezuju 200 tisuća članova. Organizacija je poznata po svojoj živopisnoj bliskoistočnoj tematici, razrađenom sudjelovanju u povorkama i festivalima te mreži neprofitnih pedijatrijskih medicinskih ustanova.
Šrajneri sebe opisuje kao globalno bratstvo "temeljeno na zabavi, zajedništvu i masonskim načelima bratske ljubavi, pomoći i istine". Kao dodatno tijelo unutar regularnog slobodnog zidarstva, članstvo je otvoreno masonskim majstorima, dok razne partnerske organizacije prihvaćaju žene i mladež. Šrajneri su dužni podržavati misiju i vrijednosti bratstva, koje uključuju samousavršavanje, služenje u zajednici, te aktivno sudjelovanje u društvenim i filantropskim ciljevima.
Šrajneri su prepoznatljivi je po svojoj ikonografiji, ceremonijama i motivima nadahnutim Bliskim istokom. Nose prepoznatljive crvene fesove kao svoja službena pokrivala za glavu, dok slobodnozidarske regalije često sadrže deve, piramide, Sfingu i druge drevne egipatske i arapske simbole.

## Ustroj
Sjedišta lokalnih organizacija (ekvivalent masonskoj loži), službeno poznata kao šrajnerski centri (Shrine Centers), ponekad se nazivaju "hramovi" ili čak "džamije"; većina ima nazive kao što su Egipat, Sahara, Maroko i Oaza, a mnogi su izgrađeni u pseudomaurskom stilu. Organizacijom upravlja "Carski divan" (Imperial Divan) sastavljen od 12 "carskih časnika" (Imperial Officers) koji služe kao upravni odbor. Međutim, Šrajneri nemaju veze s regijom niti s Islamom.

### Članstvo
Povijesno gledano, majstor je morao proći sustav Škotskog obreda ili Yorčkog obreda da bi bio podoban za članstvo u Šrajnerima.
Poznati članovi Šrajnera bili su:
- John Wayne, filmski glumac
- Ernest Borgnine, filmski glumac
- Douglas MacArthur, general iz prvog svjetskog, drugog svjetskog i korejskog rata
- Gerald Ford, 38. predsjednik i 40. potpredsjednik SAD-a
- Harry S. Truman, 33. predsjednik i 34. potpredsjednik SAD-a
- Buzz Aldrin, vojni pilot i astronaut
- Harry Houdini, iluzionist
- Clark Gable, filmski glumac
- Pat Morita, filmski glumac

## Rasprostranjenost
Šrajnerski centri djeluju na područjima nadležnosti sljedećih regularnih velikih loža temeljem potpisanih konkordata:
- Regularne velike lože u SAD-u → Carski divan međunarodnog reda Šrajnera te preko 170 šrajnerskih centara na području SAD-a
  - Šrajnerski centar  "AAHMES", Livermore, Kalifornija[7]
    -  Ujedinjena velika loža Viktorije → Šrajnerski klub "Melbourne"[8]
    -  Ujedinjena velika loža Queenslanda → Šrajnerski klub "Brisbane"[9]

  -  Regularne velike lože u Kanadi → 12 centara
  -  Američko-kanadska velika loža / Ujedinjene velike lože Njemačke → Šrajnerski centar  "Emirat", Wiesbaden[10][11]
    - osam šrajnerskih klubova u Njemačkoj: "Bavarska",[12] "Ključevi Sjevera", "Hanse", "Wiesbadenski zračni most iz 1958.", "Heidelberg", "Porajnje", Leipzig[13] i "Stuttgart"[14]
      -  Velika loža Hrvatske[15]

    -  Velika loža Cipra → Šrajnerski klub "Alasia"[16]
    -  Veliki orijent Italije → tri šrajnerska kluba: "Sjeverna Italija",[17] "Rim" i "Sicilija"
    -  Velika loža "Alpina" Švicarske → Šrajnerski klub "Švicarska"[18]
    -  Velika loža Grčke → Šrajnerski klub "Helenska"
    -  Velika loža Turske → Šrajnerski klub "Istanbul"
    -  Nacionalna velika loža Rumunjske → Šrajnerski klub "Rumunjska"

  -  Velika loža Bolivije → Šrajnerski centar "Bolivija"
  -  Regularne velike lože u Brazilu → tri centra
  -  Velika loža Paname → Šrajnerski centar "Abou Saad" te Šrajnerski klub "Chiriqui"[19]
    -  Velika loža Cuscatlana u Salvadoru → Šrajnerski klub "Salvador"
    -  Velika loža Kostarike → Šrajnerski klub "Kostarika"
    -  Velika loža Kolumbije → Šrajnerski klub "Bogota"
    -  Velika loža Anda → Šrajnerski klub "Bucaramanga"
    -  Velika loža Ekvadora → dva šrajnerska kluba "Quito" i "Guayaquil"
    -  Velika loža Republike Venezuele → Šrajnerski klub "Venezuela"
    -  Simbolička velika loža Paragvaja → Šrajnerski klub "Paragvaj"
    -  Velika loža Perua → Šrajnerski klub "Peru"

  -  Regularne velike lože u Meksiku → dva centra
  -  Velika loža Filipina → dva centra
  -  Regularne pokrajinske velike lože u Libanonu → Šrajnerski centar "Lubnan"